# Edgar Davids
Pour les articles homonymes, voir Davids.
Ne doit pas être confondu avec le footballeur canadien David Edgar.
Edgar Davids, né le 13 mars 1973 à Paramaribo au Suriname, est un footballeur international néerlandais, qui évolue au poste de milieu défensif, avant de devenir entraîneur. Il est actuellement l'entraîneur adjoint de la sélection des Pays-Bas.
Surnommé Piranha, Vitamina, Duracell ou encore le Pitbull, pour sa hargne et son « mauvais » caractère, il était facilement reconnaissable à la paire de lunettes qu'il portait constamment du fait de ses problèmes oculaires.
Présent dans l'équipe type FIFA et UEFA de la Coupe du monde 1998 et l'Euro 2000, Davids participe quatre fois à une élection du Ballon d'or. Il fait partie du Club van 100. Il est nommé au FIFA 100 en 2004.
Son cousin Lorenzo Davids est également footballeur professionnel.

## Biographie

### Enfance et formation
Edgar Davids est né à Paramaribo, au Suriname. Ce pays d'Amérique du Sud, qui est une ancienne colonie néerlandaise, fournit beaucoup d'internationaux à l'équipe des Pays-Bas, comme Frank Rijkaard, Ruud Gullit, Patrick Kluivert, Clarence Seedorf, Jimmy Floyd Hasselbaink ou encore Royston Drenthe.
Edgar a à peine plus d'un an lorsqu'il embarque sur un paquebot avec son père pour rejoindre les Pays-Bas. Très vite, les ruelles des quartiers pauvres du nord d'Amsterdam deviennent le premier terrain du prodige et de ses camarades. Davids n'est pas grand mais possède une farouche détermination et un talent balle au pied qui ne laissent pas insensibles les observateurs du grand Ajax Amsterdam. Le premier essai est transformé, il enfile la légendaire tunique blanche et rouge et intègre alors l'un des meilleurs centres de formation. Match après match, le prometteur ailier gauche franchit les étapes qui mènent à l'équipe première.

### Carrière en club

#### Débuts à l'Ajax (1991-1996)
Davids est lancé dès ses dix-huit ans en équipe première par Louis van Gaal, jouant son premier match en professionnel le 8 septembre 1991, lors d'une rencontre de championnat face au RKC Waalwijk. Il est titularisé et son équipe l'emporte par cinq buts à un. C'est van Gaal qui lui affuble le premier son surnom de « pitbull », en référence au tempérament de feu dont il fait preuve sur la pelouse. Pour sa première saison chez les professionnels, il dispute treize matchs de championnat et trois en Coupe UEFA que le club remporte, le tout dans l'ombre du titulaire Bryan Roy.
En cinq saisons, il ne s'en passe pas une sans que Davids n'ajoute un trophée à son palmarès. Il remporte trois titres de champion national, une Coupe des Pays-Bas et le triplé Ligue des champions-Supercoupe d'Europe-Coupe intercontinentale. Avec Clarence Seedorf, Davids compose un milieu de terrain récupérateur et créatif qui impressionne les recruteurs du monde entier. Si Seedorf part pour la Sampdoria dès 1995, Davids reste et atteint une seconde fois d'affilée la finale de la Ligue des champions avec son équipe. Auteur d'un match époustouflant contre les Italiens de la Juventus, il doit cependant laisser filer le trophée lors de la séance des tirs au but, où il manque d'ailleurs sa tentative.
Les critiques le rendent coupable de la défaite. Montré du doigt et victime de toutes sortes de pression, Davids s'envole pour l'Euro 1996 d'où il est expulsé en interne après avoir critiqué les choix du sélectionneur Guus Hiddink,, et dénoncé une ségrégation raciale au sein des Oranje[réf. nécessaire]. Il décide de s'engager avec le Milan AC, en profitant du tout nouvel arrêt Bosman pour rejoindre ses compatriotes Michael Reiziger, Winston Bogarde et Patrick Kluivert au club.

#### Un passage manqué à Milan (1996-1998)
Davids joue son premier match pour le Milan le 25 août 1996, lors de la Supercoupe d'Italie de football 1996 face à l'ACF Fiorentina, rencontre durant laquelle il entre en jeu à la place de Dejan Savićević et où son équipe est battue par deux buts à un.
Son passage à Milan se résume à dix-huit mois de galère. Victime d'une fracture de la jambe, il reste longtemps écarté des terrains et, lorsqu'il retrouve la plénitude de ses moyens, il doit s'assoir sur le banc d'une équipe dont l'entraîneur lui a fermé la porte. Davids dispute 31 matchs sous le maillot rouge et noir.
Décembre 1997, Edgar s'apprête à boucler ses valises pour le FC Barcelone où Silvio Berlusconi souhaite le prêter. C'est alors que la Juventus entre en scène. Pour un peu plus de trente millions de francs, Davids choisit de rejoindre Turin plutôt que son « Pygmalion » Van Gaal en Catalogne.

#### Le renouveau à la Juventus (1998-2003)
À Turin, sous les ordres de Marcello Lippi puis Carlo Ancelotti, Davids retrouve des sensations oubliées, la joie de jouer et de gagner. Il remporte le titre de champion dès la première saison. C'est logiquement qu'il joue une troisième finale de Ligue des champions, quelques mois seulement après son arrivée, qu'il perd (0-1) contre le Real Madrid. Davids débarque au sein d'une équipe considérée à l'époque comme la meilleure du continent, comprenant des joueurs tels que Alessandro Del Piero ou Zinédine Zidane. Il s'impose très rapidement et forme avec Didier Deschamps une paire de milieux de terrain très complémentaire.

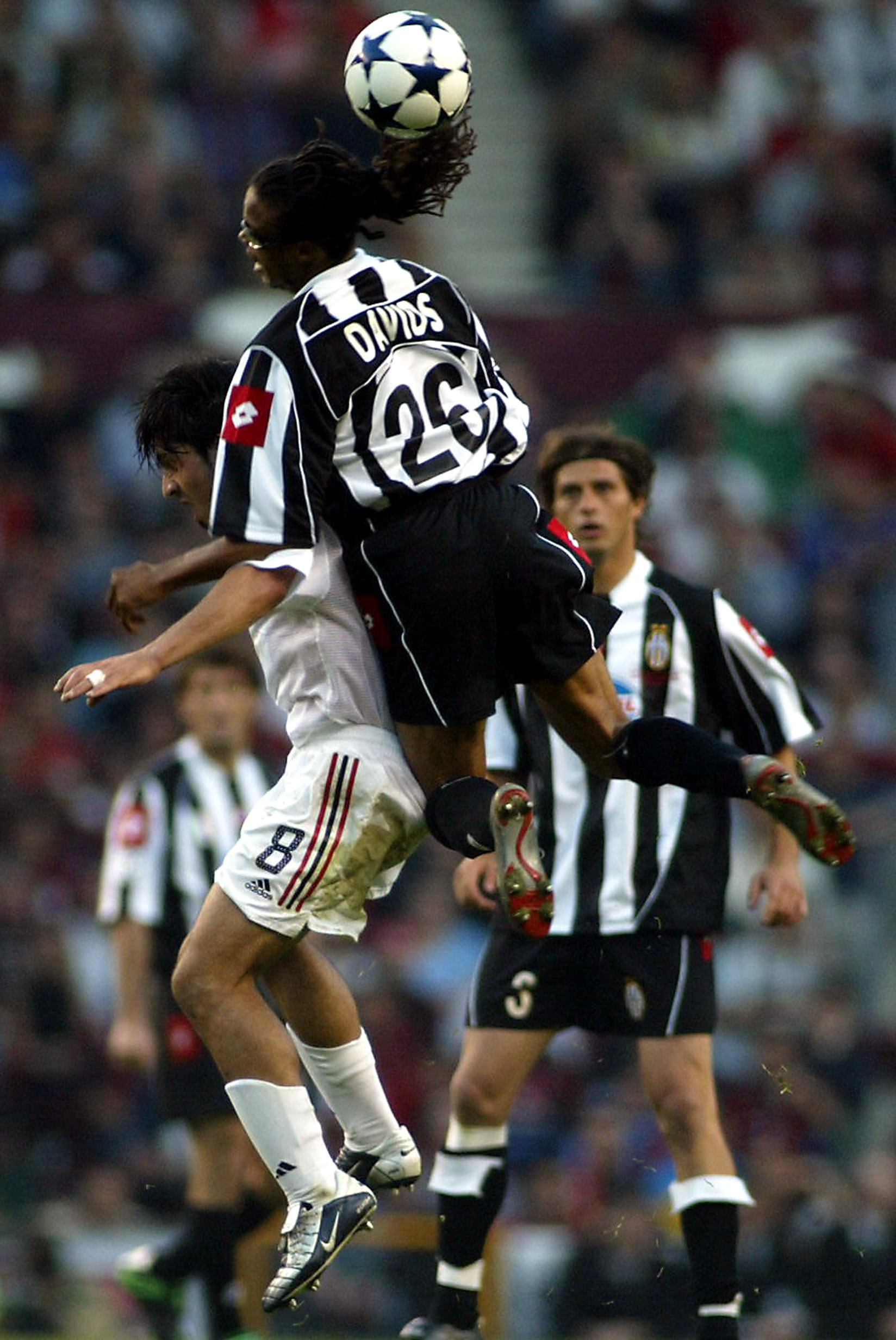
Davids avec la Juventus en finale de la Ligue des champions 2002–2003.

Davids est opéré d'un glaucome, une maladie de l'œil, en 1999, le contraignant à porter des lunettes spéciales en match (monture noire enveloppante, verres orangés),.
Les années suivantes, Davids est un membre inamovible de l'équipe turinoise. Mais peu à peu, l'équipe perd de son éclat et n'arrive plus à imposer sa griffe, aussi bien sur le plan national qu'européen. La faute à des dirigeants qui refusent, contrairement à des équipes comme la Lazio de Rome, d'investir des sommes considérables en termes de transferts.
Après la vente de Zinédine Zidane en 2001, la Juventus renouvelle son effectif. Malgré cela, Davids reste titulaire et retrouvera les sommets, comme son club lors de la saison 2002-2003 (champion d'Italie et finaliste de la C1). La saison suivante est plus difficile, et Davids perd sa place à la suite de conflits avec son entraîneur. Désireux de jouer l'Euro 2004, il demande à être transféré. Il est alors prêté à un autre club réputé mondialement : le FC Barcelone.
Il est la tête d'affiche du jeu FIFA Football 2003.

#### Un court passage à Barcelone (2003-2004)
Quand il rejoint son ex-coéquipier Rijkaard, devenu entraîneur, la situation est délicate. Le FC Barcelone, en dépit de l'arrivée de Ronaldinho, ne concurrence pas le Real Madrid et se situe bien loin des places qualificatives pour la Ligue des champions.
L'intégration de Davids dans l'effectif catalan coïncide avec la remontée des barcelonais au classement de la Liga. Davids équilibre une équipe jusqu'alors trop portée vers l'avant, tout en déchargeant Ronaldinho de certaines tâches défensives. En fin de saison, Barcelone finit deuxième du championnat, en ayant profité au passage pour dépasser son rival madrilène. Davids ne perdra qu'un match en 18 rencontres sous le maillot blaugrana.
Si Rijkaard est favorable à l'idée que Davids poursuive l'aventure catalane, le salaire du néerlandais est un sérieux obstacle à cette volonté. De plus, les dirigeants barcelonais souhaitent à l'époque bâtir une équipe jeune, constituée de « nouveaux talents ». Ceci explique pourquoi Davids n'est finalement pas gardé à la fin de l' exercice 2003-2004.

### Une fin de carrière en dents de scie (2004-2008)
Surfant sur sa très bonne moitié de saison barcelonaise, Davids est en position de force pour négocier un nouveau contrat. La Juventus ne souhaite pas le conserver et le Barça ne formule pas d'offre suffisamment convaincante pour le joueur. José Mourinho le refuse à Chelsea, l'estimant trop « vieux » mais l'Inter de Milan l'accueillera à bras ouverts. Alors moribond en championnat (le club italien n'est plus champion depuis 1989), l'Inter compte sur son expérience pour mettre fin à la domination de la Juventus, son ancien club. Cette expérience ne dure pourtant qu'un an, Davids ne jouant que très peu.
Poussé vers la sortie, il est sur le point de rejoindre le Paris Saint Germain en prêt lors du mercato hivernal avant que le club intériste ne décide de réclamer un transfert définitif à la dernière minute. Il part alors pour l'Angleterre et le club londonien de Tottenham Hotspur. Au sein d'un club dans l'ombre du « Big Four » (Arsenal-Chelsea-Liverpool-Manchester United), Davids est accueilli en véritable idole et réalise une première saison très convaincante. Sa deuxième saison ne sera pas du même acabit. Perdant sa place de titulaire, le Pitbull choisit de rentrer au pays et réintègre son club formateur, Ajax Amsterdam. Il y remportera une coupe des Pays-Bas dès l'année de son retour. Introduit capitaine de l'équipe, Davids est rattrapé par la malchance en se blessant lors de la pré-saison 2007-2008. À son retour, l'Ajax ne perdra plus un seul match mais la performance sera insuffisante pour remporter le titre. Vieillissant et quelque peu lassé, l'ancien international prendra sa retraite à l'issue de la saison, niant toute relation entre cette décision et l'arrivée de Marco van Basten, avec qui il entretient des rapports difficiles, à la tête de l'équipe.

### En sélection (1994-2005)
Edgar Davids honore sa première sélection avec l'équipe nationale des Pays-Bas le 20 avril 1994 lors d'un match amical face à l'Irlande. Il est titularisé ce jour-là au milieu de terrain aux côtés de Wim Jonk et Frank Rijkaard. Son équipe s'incline cependant sur le score de un but à zéro.
Joueur majeur de l'Ajax Amsterdam, Davids s'envole pour l'Euro 1996 en Angleterre. Quelques jours après le débuts de la compétition, il est chassé sans ménagement du camp de base hollandais pour avoir dénoncé une ségrégation raciale au sein du groupe Oranje.
Après l'avoir tenu à l'écart pendant près de deux ans, le sélectionneur Guus Hiddink le rappelle après ses bonnes prestations sous son nouveau maillot de la Juventus. Le 27 mai 1998, les Pays-Bas disputent l'une des dernières rencontres préparatoires avant la Coupe du monde face au Cameroun. Davids y gagne son ticket pour la France. Il rayonne tout au long de la compétition, offrant notamment d'une splendide et rageuse frappe croisée à l'ultime seconde du match contre la Yougoslavie, la qualification en quarts-de-finale.
Le 4 septembre 1999, Davids se fait remarquer lors d'une rencontre amicale face à la Belgique en réalisant un doublé. Les deux équipes se neutralisent dans ce match riche en buts (5-5).
Pour l'Euro 2000 à domicile, Edgar Davids est promu capitaine par le nouveau sélectionneur Frank Rijkaard. Titulaire indiscutable lors de ce tournoi, il joue l'intégralité de tous les matchs de son équipe, qui se hisse jusqu'en demi-finale, battue par l'Italie. Il fait forte impression lors de cette compétition où il est désigné dans l'équipe-type du tournoi.
Il se fait remarquer lors des éliminatoires de l'Euro 2004 en ouvrant le score lors du premier match face à la Biélorussie, le 7 septembre 2002. Un match que les Néerlandais remportent par trois buts à zéro.
Edgar Davids est sélectionné pour divers évènements majeurs. Du fait de la non-qualification des Pays-Bas pour la Coupe du monde 2002, il n'aura joué qu'une seule Coupe du monde, celle de 1998 en France (finissant avec son équipe à la quatrième place de la compétition), mais a participé à l'Euro 1996, éliminé par la France en quart de finale (même si sur le plan personnel, il sera exclu et renvoyé à la maison après deux matchs pour avoir critiqué le sélectionneur), 2000 (demi-finale) et 2004
(demi-finale). Il sera nommé dans l'équipe-type de la Coupe du monde 1998 et celle de l'Euro 2000.
N'ayant pas été sélectionné par Marco van Basten pour disputer la Coupe du monde 2006 en Allemagne, Edgar Davids compte 74 sélections internationales pour 6 buts marqués entre 1994 et 2005.

### Un premier retour sur les terrains (2010)
Deux ans après avoir mis fin à sa carrière, Edgar Davids rechausse les crampons le 20 août 2010 et signe un contrat d'un an avec le club anglais de Crystal Palace, qui évolue en deuxième division. Il y sera payé au nombre de matches disputés.
Entre la fin de sa carrière et son retour, le Pitbull avait plusieurs fois évoqué la possibilité de revenir sur les terrains. Quelques clubs anglais et néerlandais avaient manifesté leur intérêt sans toutefois formuler d'offres concrètes.
Après sept matches sous les couleurs du club anglais, Davids décide de mettre un terme à son aventure en deuxième division anglaise le 8 novembre 2010, ne trouvant pas véritablement sa place chez la lanterne rouge du championnat. Une altercation avec son coéquipier Julian Bennett, survenue quelques jours avant cette décision, était l'un des signes de cette mauvaise adaptation.

### Un dernier challenge (2012)
En 2012, après un passage par le beach soccer, Davids devient à 39 ans le nouvel entraîneur-joueur du Barnet en quatrième division anglaise. Le club termine à la 23e et avant dernière place, synonyme de relégation en cinquième division anglaise. À la suite d'un troisième carton rouge en huit matches joués, il arrête sa carrière de joueur le 28 décembre 2013 expliquant être devenu une cible : « Je pense que je vais arrêter de jouer car les arbitres m'enlèvent ce plaisir ».

### Carrière d'entraîneur
Le 4 janvier 2021, Davids est nommé entraîneur principal de l'équipe première du SC Olhanense, au Portugal. Il ne reste que six mois au club, étant démis de ses fonctions le 19 juillet 2021, laissant le club descendre en quatrième division portugaise.
Le 6 mai 2022, il est nommé entraîneur adjoint de Louis van Gaal à la tête de la sélection néerlandaise.

## Style de joueur
Edgar Davids est un joueur battant, un leader n'ayant peur de rien ni personne. Teigneux mais talentueux, il enlève le ballon des pieds de son adversaire. C'est aussi un footballeur doté d'une grande intelligence tactique et d'une habileté technique au-dessus de la moyenne.

## Statistiques

### Statistiques détaillées
| Saison                | Club                  | Championnat           | Championnat | Championnat | Coupe(s) nationale(s) | Coupe(s) nationale(s) | Supercoupe | Supercoupe | Compétition(s) continentale(s) | Compétition(s) continentale(s) | Compétition(s) continentale(s) | Autres compétitions | Autres compétitions | Autres compétitions | Pays-Bas | Pays-Bas | Total | Total |
| Saison                | Club                  | Division              | M.          | B.          | M.                    | B.                    | M.         | B.         | Comp.                          | M.                             | B.                             | Comp.               | M.                  | B.                  | M.       | B.       | M.    | B.    |
| 1991-1992             | Ajax Amsterdam        | D1                    | 13          | 2           | -                     | -                     | -          | -          | C3                             | 3                              | 0                              | -                   | -                   | -                   | -        | -        | 16    | 2     |
| 1992-1993             | Ajax Amsterdam        | D1                    | 28          | 4           | 3                     | 4                     | -          | -          | C3                             | 8                              | 3                              | -                   | -                   | -                   | -        | -        | 39    | 11    |
| 1993-1994             | Ajax Amsterdam        | D1                    | 15          | 2           | 2                     | 1                     | -          | -          | C2                             | 4                              | 2                              | -                   | -                   | -                   | 1        | 0        | 22    | 5     |
| 1994-1995             | Ajax Amsterdam        | D1                    | 22          | 5           | 1                     | 1                     | -          | -          | C1                             | 7                              | 0                              | -                   | -                   | -                   | 2        | 0        | 32    | 6     |
| 1995-1996             | Ajax Amsterdam        | D1                    | 28          | 7           | -                     | -                     | 1          | 0          | C1                             | 11                             | 1                              | SU+CLT              | 1+1                 | 0+0                 | 6        | 0        | 48    | 8     |
| Sous-total            | Sous-total            | Sous-total            | 91          | 20          | 6                     | 6                     | 1          | 0          | -                              | 33                             | 6                              | -                   | 2                   | 0                   | 9        | 0        | 142   | 32    |
| 1996-1997             | AC Milan              | Serie A               | 15          | 0           | 4                     | 0                     | 1          | 0          | C1                             | 4                              | 1                              | -                   | -                   | -                   | -        | -        | 24    | 1     |
| 1997-1998             | AC Milan              | Serie A               | 4           | 0           | 3                     | 0                     | -          | -          | -                              | -                              | -                              | -                   | -                   | -                   | -        | -        | 7     | 0     |
| Sous-total            | Sous-total            | Sous-total            | 19          | 0           | 7                     | 0                     | 1          | 0          | -                              | 4                              | 1                              | -                   | -                   | -                   | -        | -        | 31    | 1     |
| 1997-1998             | Juventus FC           | Serie A               | 20          | 1           | 2                     | 0                     | -          | -          | C1                             | 5                              | 0                              | -                   | -                   | -                   | 9        | 1        | 36    | 2     |
| 1998-1999             | Juventus FC           | Serie A               | 27          | 2           | 6                     | 1                     | 1          | 0          | C1                             | 9                              | 0                              | -                   | -                   | -                   | 6        | 1        | 49    | 4     |
| 1999-2000             | Juventus FC           | Serie A               | 27          | 1           | 3                     | 0                     | -          | -          | C3+C4                          | 5+3                            | 0+0                            | -                   | -                   | -                   | 11       | 2        | 49    | 3     |
| 2000-2001             | Juventus FC           | Serie A               | 26          | 1           | 1                     | 0                     | -          | -          | C1                             | 5                              | 0                              | -                   | -                   | -                   | 6        | 0        | 38    | 1     |
| 2001-2002             | Juventus FC           | Serie A               | 28          | 2           | 5                     | 0                     | -          | -          | C1                             | 9                              | 0                              | -                   | -                   | -                   | 5        | 0        | 47    | 2     |
| 2002-2003             | Juventus FC           | Serie A               | 26          | 1           | -                     | -                     | -          | -          | C1                             | 15                             | 1                              | -                   | -                   | -                   | 8        | 2        | 49    | 4     |
| 2003-2004             | Juventus FC           | Serie A               | 5           | 0           | 2                     | 0                     | -          | -          | C1                             | 5                              | 0                              | -                   | -                   | -                   | 5        | 0        | 17    | 0     |
| Sous-total            | Sous-total            | Sous-total            | 159         | 8           | 19                    | 1                     | 1          | 0          | -                              | 56                             | 1                              | -                   | -                   | -                   | 50       | 5        | 285   | 15    |
| 2003-2004             | FC Barcelone          | Liga                  | 18          | 1           | 2                     | 0                     | -          | -          | -                              | -                              | -                              | -                   | -                   | -                   | 9        | 0        | 29    | 1     |
| Sous-total            | Sous-total            | Sous-total            | 18          | 1           | 2                     | 0                     | -          | -          | -                              | -                              | -                              | -                   | -                   | -                   | 9        | 0        | 29    | 1     |
| 2004-2005             | Inter Milan           | Serie A               | 14          | 0           | 4                     | 0                     | -          | -          | C1                             | 5                              | 0                              | -                   | -                   | -                   | 5        | 0        | 28    | 0     |
| Sous-total            | Sous-total            | Sous-total            | 14          | 0           | 4                     | 0                     | -          | -          | -                              | 5                              | 0                              | -                   | -                   | -                   | 5        | 0        | 28    | 0     |
| 2005-2006             | Tottenham Hotspur     | PL                    | 31          | 1           | -                     | -                     | -          | -          | -                              | -                              | -                              | -                   | -                   | -                   | 1        | 0        | 32    | 1     |
| 2006-2007             | Tottenham Hotspur     | PL                    | 9           | 0           | 3                     | 0                     | -          | -          | C3                             | 1                              | 0                              | -                   | -                   | -                   | -        | -        | 13    | 0     |
| Sous-total            | Sous-total            | Sous-total            | 40          | 1           | 3                     | 0                     | -          | -          | -                              | 1                              | 0                              | -                   | -                   | -                   | 1        | 0        | 45    | 1     |
| 2006-2007             | Ajax Amsterdam        | D1                    | 11          | 1           | 3                     | 0                     | -          | -          | -                              | -                              | -                              | PO                  | 3                   | 0                   | -        | -        | 17    | 1     |
| 2007-2008             | Ajax Amsterdam        | D1                    | 14          | 0           | -                     | -                     | -          | -          | -                              | -                              | -                              | PO                  | 3                   | 0                   | -        | -        | 17    | 0     |
| Sous-total            | Sous-total            | Sous-total            | 25          | 1           | 3                     | 0                     | -          | -          | -                              | -                              | -                              | -                   | 6                   | 0                   | -        | -        | 34    | 1     |
| 2010-2011             | Crystal Palace        | PL                    | 6           | 0           | 1                     | 0                     | -          | -          | -                              | -                              | -                              | -                   | -                   | -                   | -        | -        | 7     | 0     |
| Sous-total            | Sous-total            | Sous-total            | 6           | 0           | 1                     | 0                     | -          | -          | -                              | -                              | -                              | -                   | -                   | -                   | -        | -        | 7     | 0     |
| 2012-2013             | Barnet FC             | D4                    | 28          | 1           | 1                     | 0                     | -          | -          | -                              | -                              | -                              | -                   | -                   | -                   | -        | -        | 29    | 1     |
| 2013-2014             | Barnet FC             | D5                    | 8           | 0           | 2                     | 0                     | -          | -          | -                              | -                              | -                              | -                   | -                   | -                   | -        | -        | 10    | 0     |
| Sous-total            | Sous-total            | Sous-total            | 36          | 1           | 3                     | 0                     | -          | -          | -                              | -                              | -                              | -                   | -                   | -                   | -        | -        | 39    | 1     |
| Total sur la carrière | Total sur la carrière | Total sur la carrière | 422         | 32          | 41                    | 7                     | 3          | 0          | -                              | 99                             | 8                              | -                   | 8                   | 0                   | 74       | 6        | 647   | 53    |

### Buts internationaux
| Buts internationaux de Edgar Davids | Buts internationaux de Edgar Davids | Buts internationaux de Edgar Davids  | Buts internationaux de Edgar Davids | Buts internationaux de Edgar Davids | Buts internationaux de Edgar Davids | Buts internationaux de Edgar Davids |
| 0                                   | Date                                | Lieu                                 | Adversaire                          | Score                               | Résultats                           | Compétitions                        |
| ----------------------------------- | ----------------------------------- | ------------------------------------ | ----------------------------------- | ----------------------------------- | ----------------------------------- | ----------------------------------- |
| 1                                   | 29 juin 1998                        | Stadium Municipal, Toulouse, France  | Serbie-et-Monténégro                | 2-1                                 | 2-1                                 | Coupe du monde 1998                 |
| 2                                   | 31 mars 1999                        | Amsterdam Arena, Amsterdam, Pays-Bas | Argentine                           | 1-0                                 | 1-1                                 | Match amical                        |
| 3                                   | 4 septembre 1999                    | De Kuip, Rotterdam, Pays-Bas         | Belgique                            | 1-2                                 | 5-5                                 | Match amical                        |
| 4                                   | 4 septembre 1999                    | De Kuip, Rotterdam, Pays-Bas         | Belgique                            | 2-2                                 | 5-5                                 | Match amical                        |
| 5                                   | 21 août 2002                        | Ullevaal Stadion, Oslo, Norvège      | Norvège                             | 0-1                                 | 0-1                                 | Match amical                        |
| 6                                   | 7 septembre 2002                    | Philips Stadion, Eindhoven, Pays-Bas | Biélorussie                         | 1-0                                 | 1-0                                 | Éliminatoires Euro 2004             |

## Palmarès

### En club
- Vainqueur de la Coupe Intercontinentale en 1995 avec l'Ajax Amsterdam
- Vainqueur de la Super-Coupe d'Europe en 1995 avec l'Ajax Amsterdam
- Vainqueur de la Ligue des Champions en 1995 avec l'Ajax Amsterdam
- Vainqueur de la Coupe de l'UEFA en 1992 avec l'Ajax Amsterdam
- Champion des Pays-Bas en 1994, 1995 et en 1996 avec l'Ajax Amsterdam
- Champion d'Italie en 1998, 2002 et en 2003 avec la Juventus de Turin
- Vainqueur de la Coupe des Pays-Bas en 1993 et en 2007 avec l'Ajax Amsterdam
- Finaliste de la Ligue des Champions en 1996 avec l'Ajax Amsterdam, en 1998 et en 2003 avec la Juventus de Turin

### En sélection
- 74 sélections et 6 buts entre 1994 et 2005
- Participation au Championnat d'Europe des Nations en 1996 (1/4 de finaliste), 2000 (1/2 finaliste) et en 2004 (1/2 finaliste)
- Participation à la Coupe du Monde en 1998 (4e)